# Abbottabad
Abbottabad (ایبٹ آباد in urdu, Ābṭābād) è una città del Pakistan capoluogo del distretto omonimo, nella Provincia della Frontiera del Nord Ovest.
Si trova a sud dell'Himalaya e 50 chilometri a nord di Islamabad, sulla via dello Xinjiang. La città conta 120 000 abitanti, ed è un importante centro commerciale; vi si trova un antichissimo mercato agricolo e zootecnico.
La città prende il nome da James Abbott, l'ufficiale dell'esercito britannico che, durante il Grande gioco, aveva svolto una missione nel khanato di Khiva per convincere il Khan a liberare gli schiavi russi detenuti nel Paese.

## Morte di Osama bin Laden
Abbottabad fu teatro di un'operazione militare USA, quando il 2 maggio 2011, forze speciali statunitensi su ordine del presidente Barack Obama hanno assaltato un complesso fortificato vicino ad Abbottabad, nascondiglio del leader di Al Qaida, Osama bin Laden, uccidendolo.